# 桂林山水

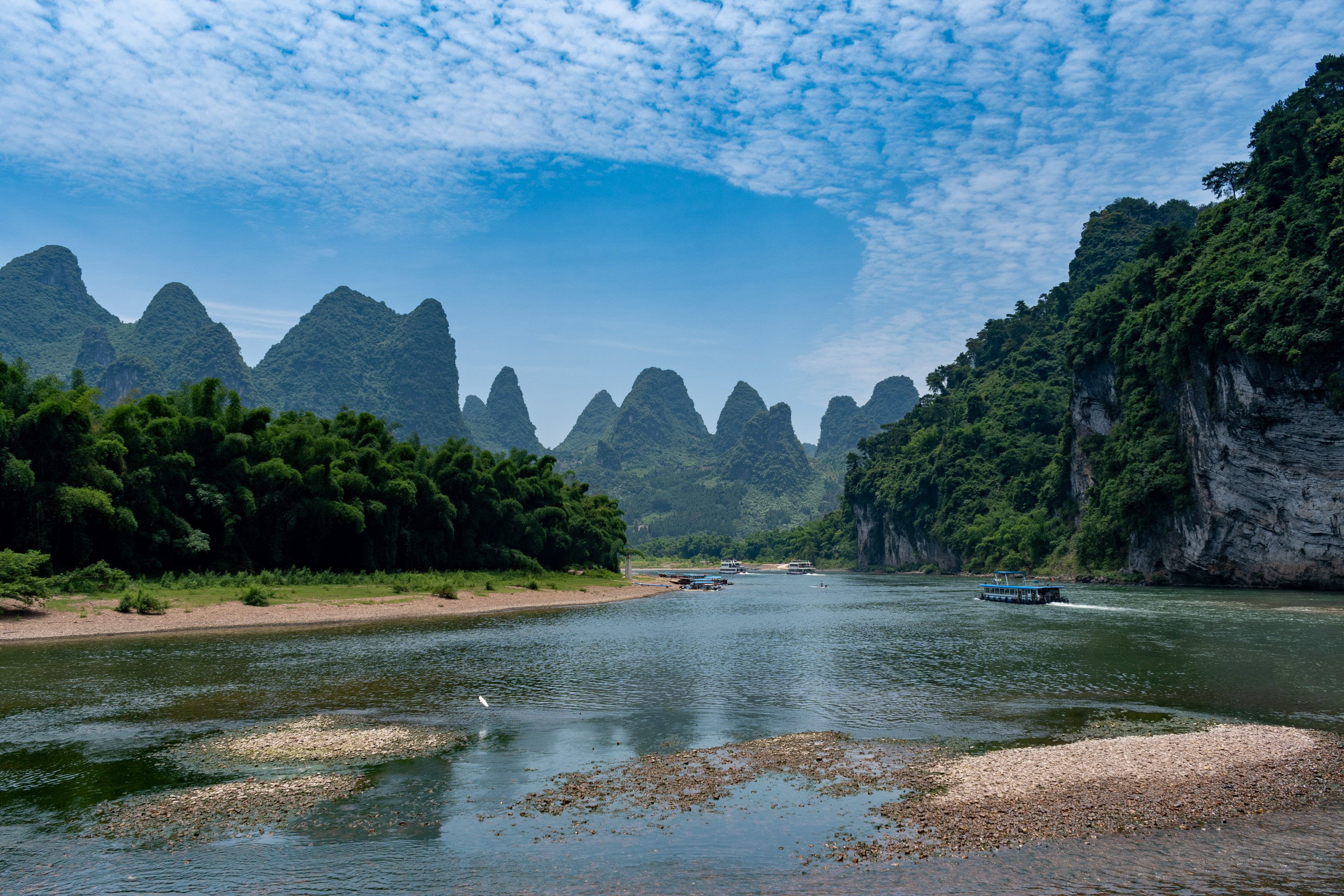
桂林山水的代表——漓江

桂林山水是对桂林旅游资源的总称。其所指的范围很广，项目繁多。桂林山水一向以“山青、水秀、洞奇、石美”著称，景观包括山、水、喀斯特岩洞、古迹和石刻等。
2014年6月24日，广西桂林与贵州施秉、重庆金佛山、广西环江在第三十八届世界遗产大会上一起作为中国南方喀斯特的组成部分增补入世界自然遗产名录。

## 桂林喀斯特
桂林以喀斯特地貌的石灰岩为主。山多是翠绿的石山，山上的植物多是常绿植物。桂林的山多有奇异的形状。主要的山景有象鼻山、伏波山、叠彩山、九马画山等。
桂林有许多喀斯特地貌的溶洞。洞内迂回曲折，有的有暗河沟通，洞内景观由钟乳石和石笋等构成。主要的溶洞有芦笛公园内的芦笛岩、七星公园内的七星岩，市郊的冠岩和荔浦丰鱼岩等。

## 石刻

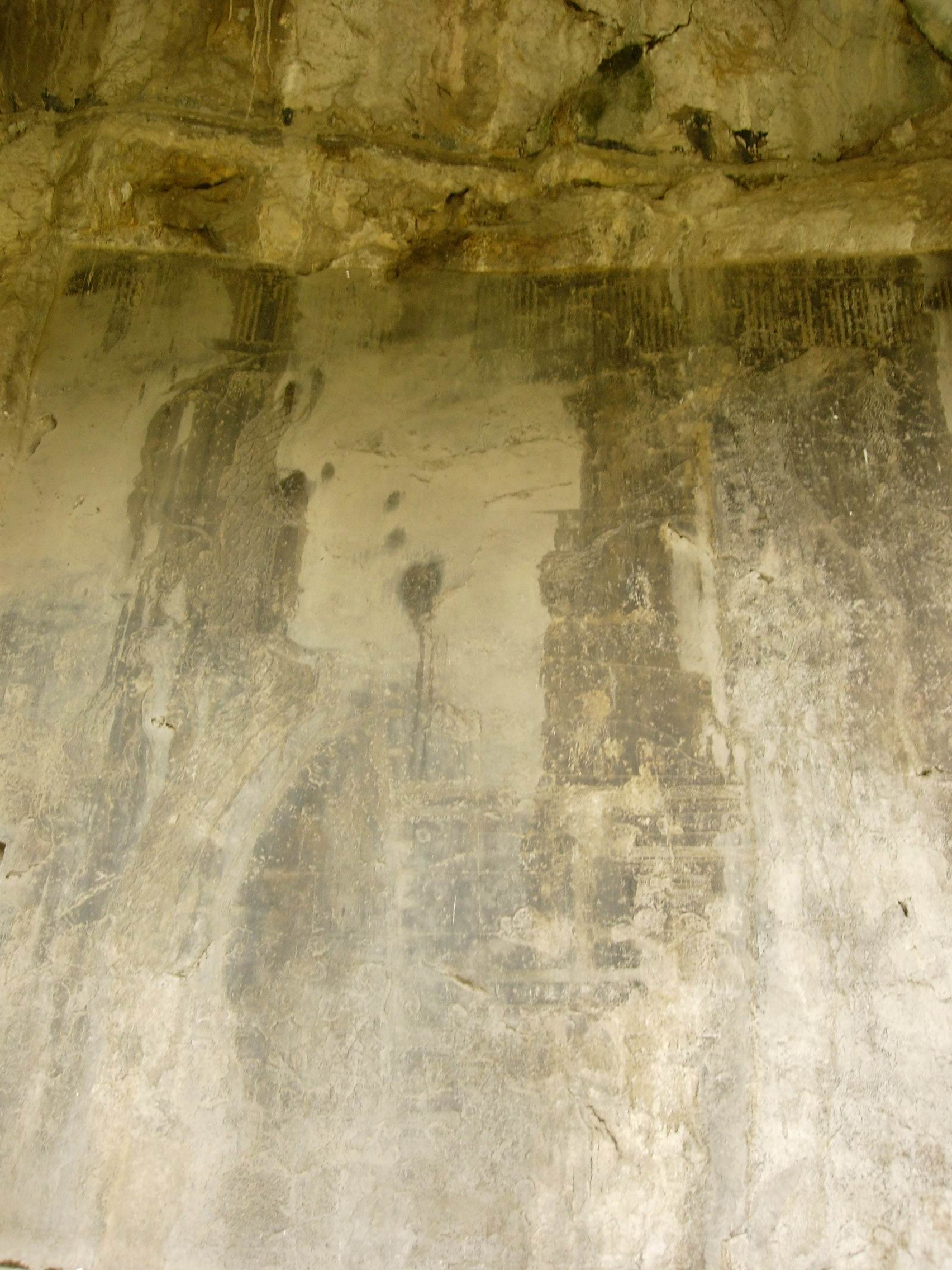
《静江府城池图》。

桂林的石刻总称桂林石刻，分布于市内各座山上。桂林的石刻有摩崖石刻和摩崖造像，石刻广泛分布于市内各座山上，造像则主要分布在伏波山。
桂林的石刻以唐宋的较多，也有一些清代和民国时期的。内容也很丰富，有游记、历史纪录和布告等。
桂林市区北部鹦鹉山上有宋代的《静江府城池图》，是中国最早的城市地图之一。
伏波山环珠洞内有著名的《米芾自画像》。
叠彩山风洞内有大量集中的石刻作品，其中有大量精品。

## 桂林的水
桂林的水大都在国家二级水质标准以上，水质清澈透明。桂林的水与山结合成的景色，即山水。桂林的山需要水的衬托，水需要山的点缀。因此，在桂林山水中，山和水是相辅相成的。
桂林主要的水景有漓江、两江四湖等。

### 漓江

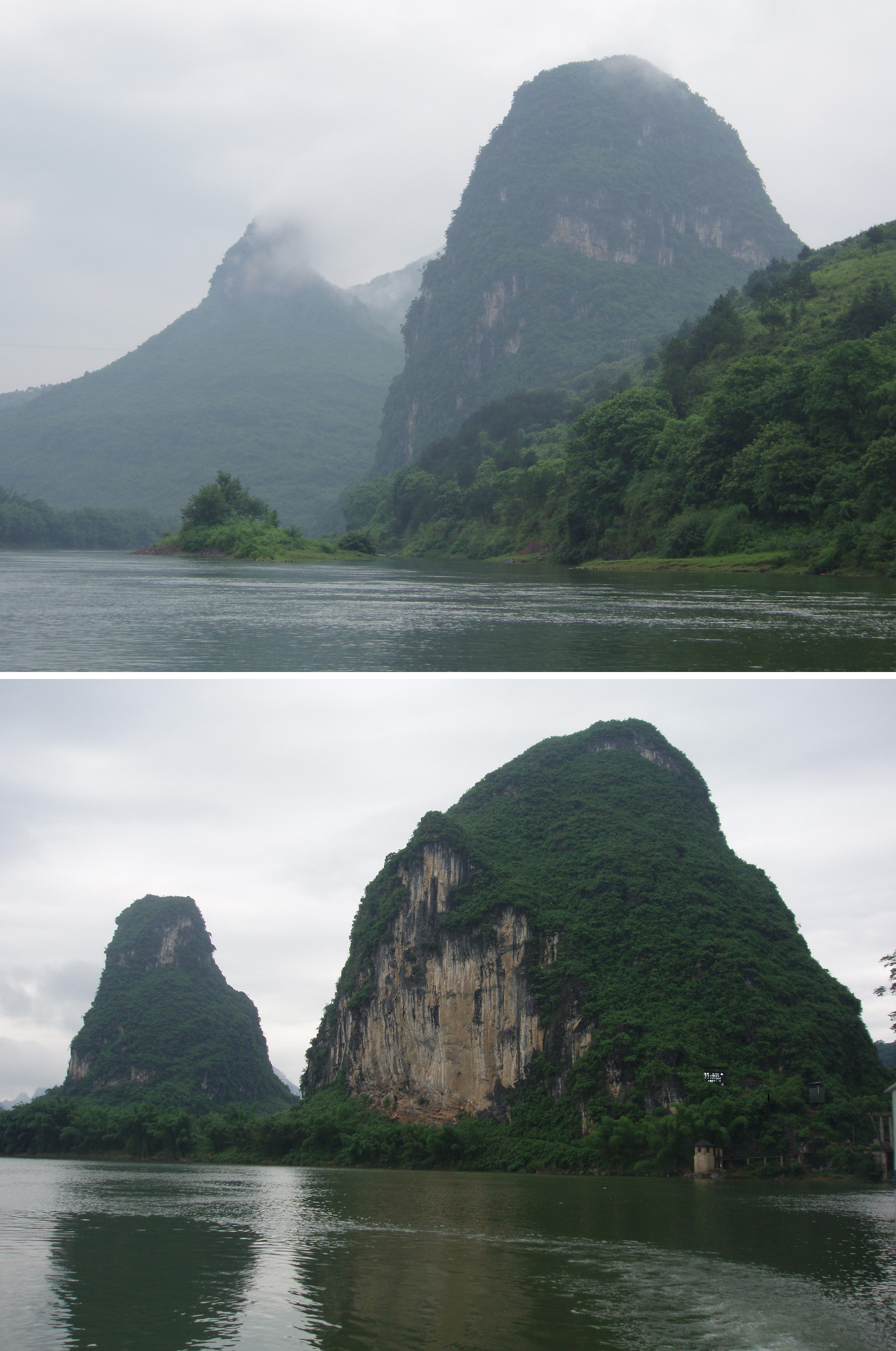
烟雨缭绕的与清晰的漓江

漓江发源于桂林市资源县的猫儿山，属珠江水系，向南流经桂林、阳朔等县市，过荔浦后称桂江，继续南流在梧州与西江汇合，全长426公里。漓江水质清澈，风光秀丽，以桂林至阳朔段为佳。
阳光明媚的漓江会让人心情舒朗，看得透彻而又精彩，仿佛是自己游走在群山峻岭之间；烟雨缭绕的漓江则让人感觉神秘新奇，看得惊异而又沉迷，仿佛进入诗进入画进入了人间的仙境。

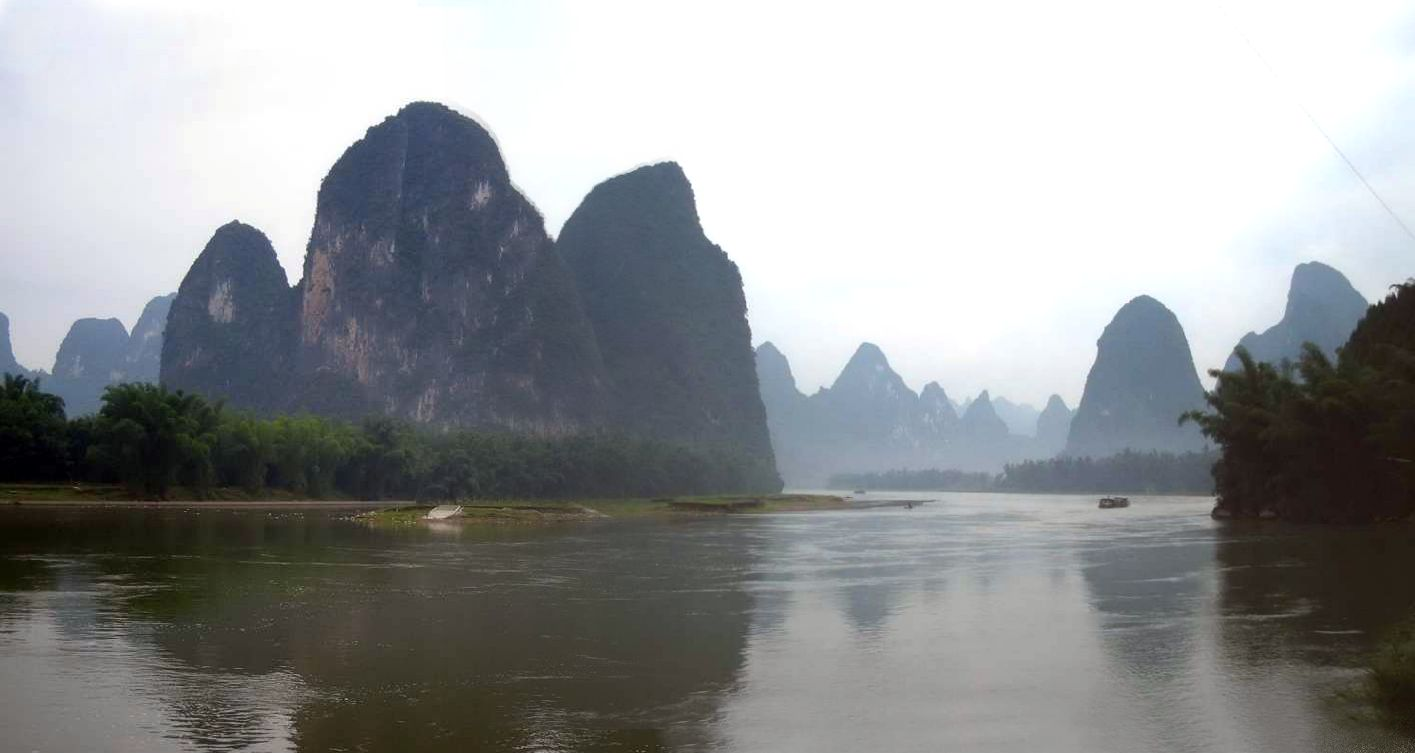
阳朔漓江兴坪码头实景

中国人民银行发行的第五套人民币20元背面的图案就是桂林山水的漓江，位于阳朔县兴坪镇。
漓江和湘江由秦代开凿的灵渠沟通。百里漓江“水绕青山山绕水，山浮绿水水浮山”。

### 两江四湖
两江四湖包括漓江、桃花江、榕湖、杉湖、桂湖、木龙湖，是桂林的环城水系，现为桂林重要的旅游景区。两江四湖本来并不相通，而且一些湖的环境恶化，比如桂湖一带满是淤泥。为了疏通这些有问题的湖，开发旅游资源，经过十几年的改造，修筑了大规模的自然湖堤，做了绿化工作，终于在2001年，形成初步的两江四湖环城水系。
两江四湖水系的形成，更加确定了桂林是个“城在景中，景在城中”的城市。

## 文化

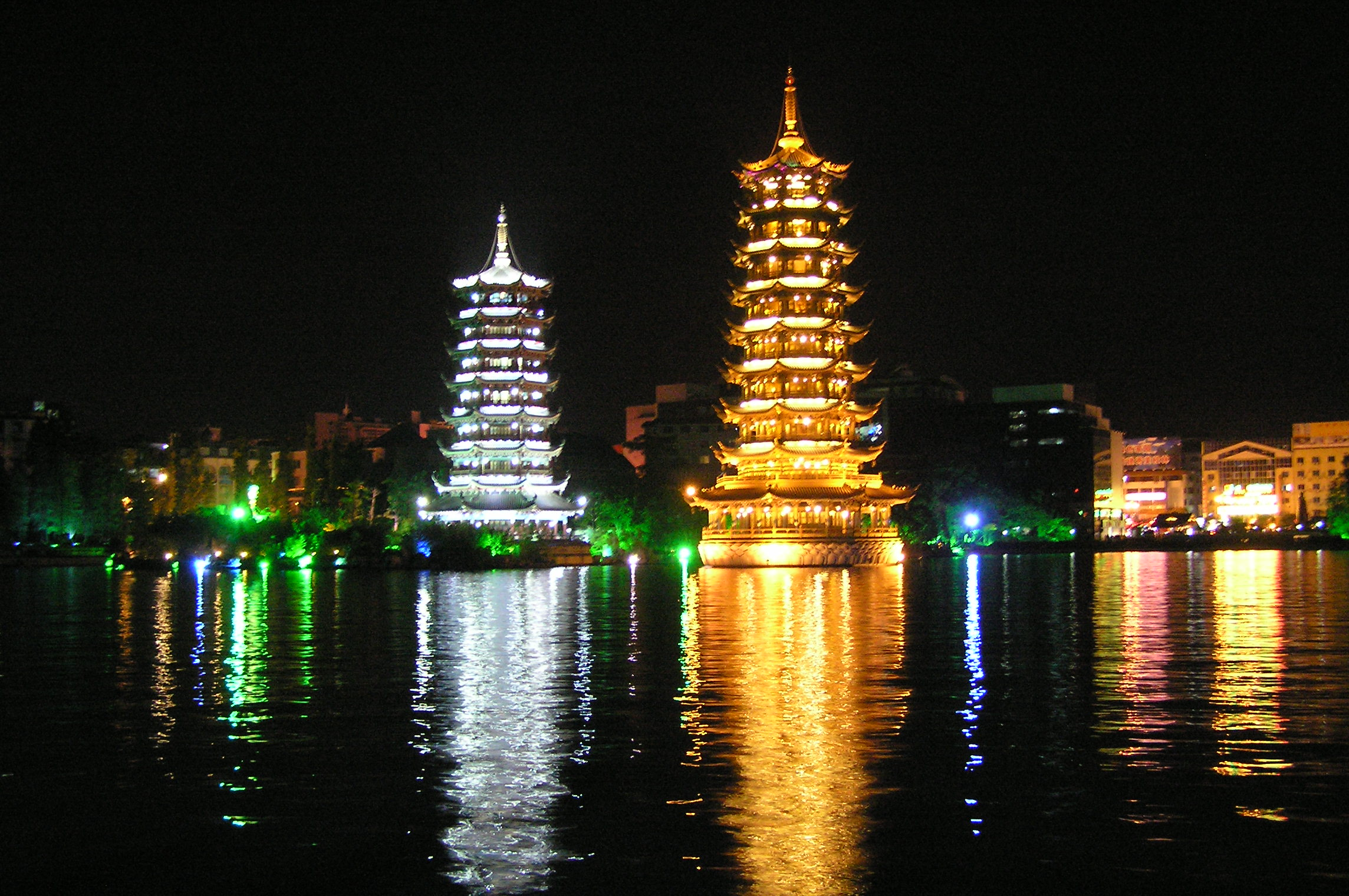
杉湖夜景

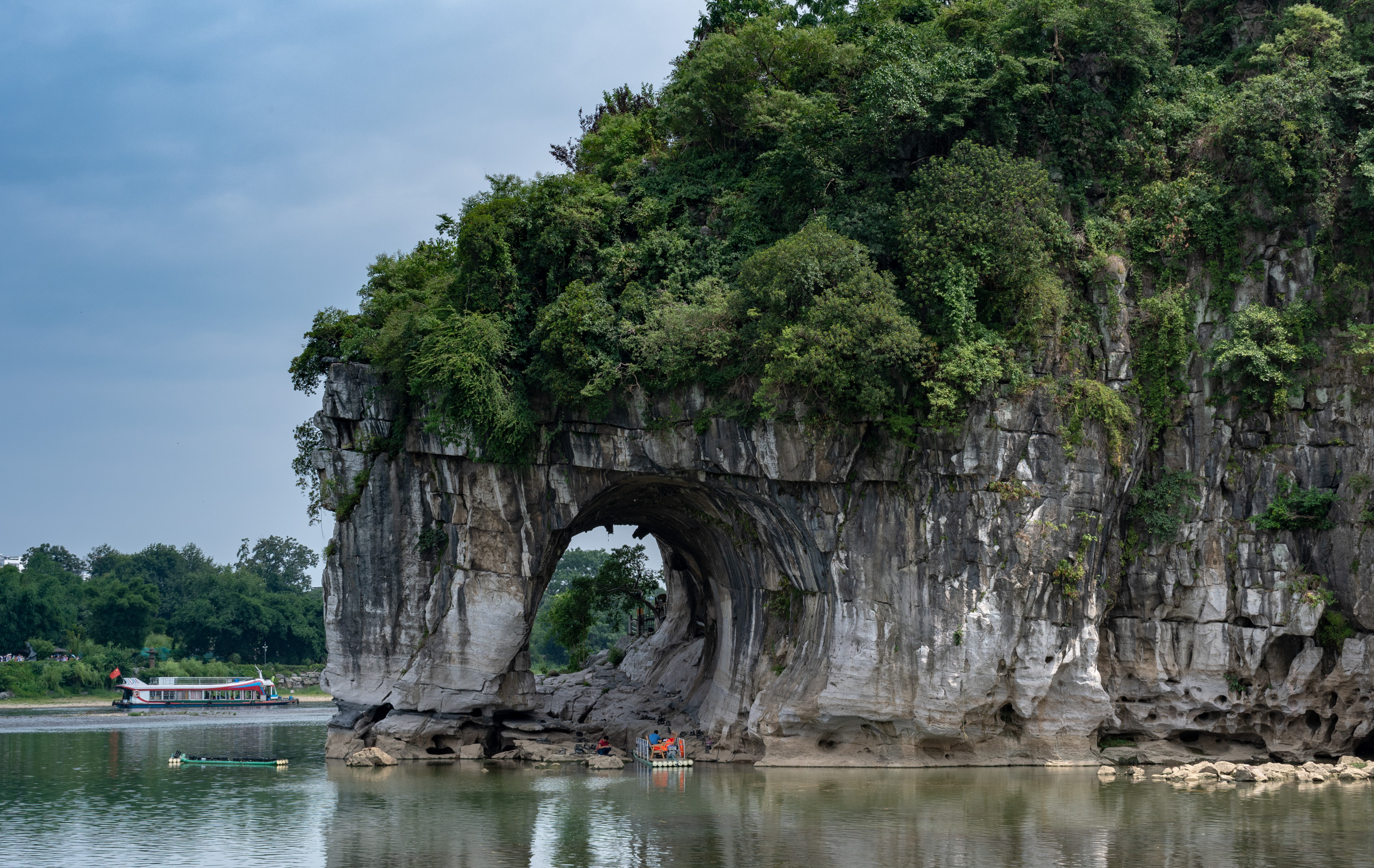
桂林象鼻山

### 桂林山水的文化
在于各种关于山和水的传说，有时一处景致有三至四个故事，有的故事之间大相逕庭；桂林山水的文化还在于文人、诗人和游人们在观乎圣景后发出的感慨，他们将自己的遭遇寄于景中，借助景物抒发自己的义愤和感情。桂林山水的文化一代又一代地传承着，传承着的文化也势必将“桂林山水甲天下”的“招牌”延续下去。

### 愚自乐园
“愚自乐园”雕塑园是桂林的一个现代文化景观。这座桂林历史上空前的艺术殿堂，由台商曹日章斥巨资打造，有“东方卢浮宫”的美誉。1997年至今，乐园已举办了八次国际创作活动，来自世界20多个国家和地区的雕塑大师到桂林创作了150多件雕塑作品。愚自乐园的最终目标是要“创造一个可与敦煌石窟相媲美，能反映当代人类生活的历史洞窟”。

### 传说
灿烂的文化中，传说是美丽而又动人的，他们被人一代又一代地口头传诵，更添神奇与趣味。
- 桂林山水的由来：传说中的桂林山水是由嫦娥一手造就的。
- 试剑还珠：说的是伏波山旁伏波潭水晶宫里老龙王和他放在芦笛岩中龙珠的传说，涉及到了酒壶山、南溪山、浮鹅洲、还珠洞。
- 芦笛藏宝：嫦娥将珍宝化成芦笛岩钟乳石的传说，涉及到了雄狮送客、芦笛岩。
- 神象叛主：雉妖、大象和嫦娥之间的传说，涉及到了七星岩、象山、象山上的宝塔、雉山。
- 望夫石：好心肠的夫妇的故事，涉及到了黄牛峡、斗米滩、仙人石、望夫石。
- 彩锦化石：嫦娥与百姓一同降妖的传说，涉及到了叠彩山、风洞、木龙洞、白鹤洞、蛤蟆石、木龙塔。
- 西山今昔：观音和三位仙姑、嫦娥降妖的传说，涉及到了隐山六洞、牧马老人、观音峰。
- 嫦娥五易九马图：嫦娥画《九马图》的传说，涉及到了雷劈山、猴子抱西瓜、九峰山。
- 螺女逃婚：螺女逃婚的传说，涉及到了美女梳妆、螺蛳山、美女峰。

## 历史
- 1982年国务院公布桂林为首批国家历史文化名城之一。[6]

## 意义
- 桂林山水是中国十大风景名胜之一，素有“桂林山水甲天下”的说法，可见桂林山水的地位。
- 桂林山水的科学含义在于桂林阳朔型峰林岩溶地貌的集中表现，其被国际岩溶学界公认是全球峰林岩溶地貌的典型代表，也是世界热带亚热带峰林地貌的一种模式。

## 名人足迹
名人们都曾在书上或媒体上了解桂林山水，他们对桂林山水的神奇和美丽充满向往，游览过桂林山水的名人有很多，以下列出一些具有代表性的人物。

### 诗句
- 韩愈有“江作青罗带，山如碧玉簪”的诗句。
- 贺敬之游桂林时写下《桂林山水歌》。
- 800多年前，南宋王正功在《大比宴享即席劝驾诗》中写下“桂林山水甲天下”的名句，使桂林山水名扬天下。[7][8]
- 1963年，陈毅陪同西哈努克亲王游览桂林，留下名言“愿做桂林人，不愿做神仙”的著名诗句。
- 1985年，时任美国副总统乔治·赫伯特·沃克·布什夫妇游览了漓江；1987年，吉米·卡特夫妇游览了桂林山水；1998年7月，克林顿一家游览漓江，并在七星公园内进行了环保演讲。
- 1985年，挪威王子哈拉尔（即後來的哈拉爾五世）携宋雅公主游览阳朔。

### 寄语
1. 据我所知，桂林的风景在世界上是独一无二的。——（美国）李政道 1974年6月[9]
2. 眼前的美景一定是有一个“上帝”或“超人”创造出来的。——（赞比亚）奇卢巴 2000年10月[10]
3. 愿作桂林人，不愿作神仙。——元帅诗人陈毅[11]